# Museu Municipal de Pinhel
O Museu Municipal de Pinhel foi fundado na década de 40 do século XX pelos pinhelenses Dr. Artur Farinha Beirão e Sr. Ilídio da Silva Marta. 
Do ponto de vista do acervo podemos dizer que é um museu heterogéneo. 